# Пологи (Лубенский район)
Пологи (укр. Пологи; до 2024 года — Червоные Пологи) — село,
Литвяковский сельский совет,
Лубенский район,
Полтавская область,
Украина.
Код КОАТУУ — 5322883903. Население по переписи 2001 года составляло 95 человек.

## Географическое положение
Село Червоные Пологи находится на расстоянии в 2,5 км от сёл Покровское и Ромодан (Миргородский район).
Рядом проходит железная дорога, станция Ромодан в 5-и км.